# مهرآباد (مشهد)
مهراباد روستایی در دهستان درزآب بخش مرکزی شهرستان مشهد استان خراسان رضوی ایران است. بر پایه سرشماری عمومی نفوس و مسکن در سال ۱۳۹۰ جمعیت این روستا ۹۶ نفر (در ۲۹ خانوار) بوده‌است.